# Ukraine aux Jeux olympiques d'été de 2016
L'Ukraine participe aux Jeux olympiques de 2016 à Rio de Janeiro au Brésil du 5 au 21 août 2016. Il s'agit de sa 6e participation à des Jeux olympiques d'été.

## Médaillés

### Médailles d'or
| Sport                  | Discipline           | Athlète(s)     | Performance | Date    |
| ---------------------- | -------------------- | -------------- | ----------- | ------- |
| Médailles d'or : 2     |                      |                |             |         |
| Canoë-kayak            | C1 200 mètres hommes | Yuriy Cheban   | 39 s 279    | 18 août |
| Gymnastique artistique | Barres parallèles    | Oleg Vernyayev | 16,041 pts  | 16 août |

| Sport                  | Discipline                          | Athlète(s)                                                     | Performance | Date    |
| ---------------------- | ----------------------------------- | -------------------------------------------------------------- | ----------- | ------- |
| Médailles d'argent : 5 |                                     |                                                                |             |         |
| Escrime                | Sabre féminin par équipes           | Olha Kharlan Alina Komachtchouk Olena Kravatska Olena Voronina | 30-45       | 13 août |
| Gymnastique artistique | Concours général individuel hommes  | Oleh Vernyayev                                                 | 92,266      | 10 août |
| Lutte                  | Moins de 85 kg hommes               | Zhan Beleniuk                                                  | 1-3         | 15 août |
| Pentathlon moderne     | Compétition masculine               | Pavlo Tymoshchenko                                             | 1 472 pts   | 20 août |
| Tir                    | Carabine à 10 m air comprimé hommes | Serhiy Kulish                                                  | 204,6       | 8 août  |

| Sport                   | Discipline               | Athlète(s)                    | Performance    | Date    |
| ----------------------- | ------------------------ | ----------------------------- | -------------- | ------- |
| Médailles de bronze : 4 |                          |                               |                |         |
| Athlétisme              | Saut hauteur masculin    | Bohdan Bondarenko             | 2,33 m         | 16 août |
| Canoë-kayak             | C2 1000 mètres hommes    | Dmytro Ianchuk Taras Mishchuk | 3 min 45 s 949 | 20 août |
| Escrime                 | Sabre féminin individuel | Olha Kharlan                  | 15-10          | 8 août  |
| Gymnastique rythmique   | Concours individuel      | Ganna Rizatdinova             | 73,583 pts     | 20 août |

| Sport                  |   |   |   | Total |
| Gymnastique artistique | 1 | 1 | 0 | 2     |
| Canoë-kayak            | 1 | 0 | 1 | 2     |
| Escrime                | 0 | 1 | 0 | 1     |
| Lutte                  | 0 | 1 | 0 | 1     |
| Pentathlon moderne     | 0 | 1 | 0 | 1     |
| Tir                    | 0 | 1 | 0 | 1     |
| Athlétisme             | 0 | 0 | 1 | 1     |
| Escrime                | 0 | 0 | 1 | 1     |
| Gymnastique rythmique  | 0 | 0 | 1 | 3     |
| Total                  | 2 | 5 | 4 | 11    |

| Jour    |   |   |   | Total |
| 6 août  | 0 | 0 | 0 | 0     |
| 7 août  | 0 | 0 | 0 | 0     |
| 8 août  | 0 | 1 | 1 | 2     |
| 9 août  | 0 | 0 | 0 | 0     |
| 10 août | 0 | 1 | 0 | 1     |
| 11 août | 0 | 0 | 0 | 0     |
| 12 août | 0 | 0 | 0 | 0     |
| 13 août | 0 | 1 | 0 | 1     |
| 14 août | 0 | 0 | 0 | 0     |
| 15 août | 0 | 1 | 0 | 1     |
| 16 août | 1 | 0 | 1 | 2     |
| 17 août | 0 | 0 | 0 | 0     |
| 18 août | 1 | 0 | 0 | 1     |
| 19 août | 0 | 0 | 0 | 0     |
| 20 août | 0 | 1 | 2 | 3     |
| 21 août | 0 | 0 | 0 | 0     |

## Athlétisme

### Homme

#### Course
| Athlètes             | Compétitions | Série   | Série | Demi-Finales | Demi-Finales | Finale          | Finale  |
| Athlètes             | Compétitions | Temps   | Rang  | Temps        | Rang         | Temps           | Rang    |
| -------------------- | ------------ | ------- | ----- | ------------ | ------------ | --------------- | ------- |
| Serhiy Smelyk        | 200 mètres   | 20 s 66 | 4e    | Éliminé      | Éliminé      | Éliminé         | Éliminé |
| Ihor Bodrov          | 200 mètres   | 20 s 86 | 7e    | Éliminé      | Éliminé      | Éliminé         | Éliminé |
| Vitaliy Butrym       | 400 mètres   | 45 s 92 | 4e    | Éliminé      | Éliminé      | Éliminé         | Éliminé |
| Oleksandr Sitkovskyy | Marathon     | NC      | NC    | NC           | NC           | 2 h 14 min 24 s | 20e     |
| Ihor Olefirenko      | Marathon     | NC      | NC    | NC           | NC           | 2 h 15 min 36 s | 30e     |
| Ihor Russ            | Marathon     | NC      | NC    | NC           | NC           | 2 h 18 min 19 s | 48e     |
| Ruslan Dmytrenko     | 20 km marche | NC      | NC    | NC           | NC           | 1 h 21 min 40 s | 16e     |
| Ihor Hlavan          | 20 km marche | NC      | NC    | NC           | NC           | 1 h 23 min 32 s | 35e     |
| Nazar Kovalenko      | 20 km marche | NC      | NC    | NC           | NC           | 1 h 24 min 40 s | 40e     |
| Serhiy Buzda         | 50 km marche | NC      | NC    | NC           | NC           | 3 h 53 min 22 s | 18e     |
| Ivan Banzeruk        | 50 km marche | NC      | NC    | NC           | NC           | 4 h 11 min 51 s | 39e     |
| Ihor Hlavan          | 50 km marche | NC      | NC    | NC           | NC           | DNF             | /       |

#### Concours
| Athlétes          | Compétitions      | Série    | Série | Finale   | Finale             |
| Athlétes          | Compétitions      | Résultat | Rang  | Résultat | Rang               |
| ----------------- | ----------------- | -------- | ----- | -------- | ------------------ |
| Andriy Protsenko  | Saut en hauteur   | 2,29 m   | 2e    | 2,33 m   | Médaille de bronze |
| Bohdan Bondarenko | Saut en hauteur   | 2,29 m   | 7e    | 2,33 m   | 4e                 |
| Dmytro Yakovenko  | Saut en hauteur   | 2,26 m   | 20e   | Éliminé  | Éliminé            |
| Mykyta Nesterenko | Lancer du disque  | 60,31 m  | 23e   | Éliminé  | Éliminé            |
| Oleksiy Semenov   | Lancer du disque  | 55,35 m  | 32e   | Éliminé  | Éliminé            |
| Yevhen Vynohradov | Lancer du marteau | 73,95 m  | 11e   | 74,11 m  | 11e                |
| Dmytro Kosynskyy  | Lancer du javelot | 83,23 m  | 8e    | 83,95 m  | 5e                 |

### Femmes

#### Course
| Athlètes                                                          | Compétitions          | Série         | Série | Demi-finales  | Demi-finales | Finale          | Finale  |
| Athlètes                                                          | Compétitions          | Temps         | Rang  | Temps         | Rang         | Temps           | Rang    |
| ----------------------------------------------------------------- | --------------------- | ------------- | ----- | ------------- | ------------ | --------------- | ------- |
| Olesya Povh                                                       | 100 mètres            | 11 s 39       | 3e    | 11 s 29       | 8e           | Éliminé         | Éliminé |
| Nataliya Pohrebnyak                                               | 100 mètres            | 11 s 30       | 3e    | 11 s 32       | 7e           | Éliminé         | Éliminé |
| Hrystyna Stuy                                                     | 100 mètres            | 11 s 57       | 7e    | Éliminé       | Éliminé      | Éliminé         | Éliminé |
| Nataliya Pohrebnyak                                               | 200 mètres            | 22 s 64       | 2e    | 22 s 81       | 5e           | Éliminé         | Éliminé |
| Nataliya Strohova                                                 | 200 mètres            | 23 s 69       | 7e    | Éliminé       | Éliminé      | Éliminé         | Éliminé |
| Elyzaveta Bryzhina                                                | 200 mètres            | 23 s 28       | 5e    | Éliminé       | Éliminé      | Éliminé         | Éliminé |
| Olha Zemlyak                                                      | 400 mètres            | 51 s 40       | 2e    | 50 s 75       | 3e           | DSQ             | /       |
| Yuliya Olishevska                                                 | 400 mètres            | 52 s 45       | 4e    | Éliminé       | Éliminé      | Éliminé         | Éliminé |
| Olha Bibik                                                        | 400 mètres            | 52 s 33       | 5e    | Éliminé       | Éliminé      | Éliminé         | Éliminé |
| Nataliya Pryshchepa                                               | 800 mètres            | 1 min 59 s 80 | 3e    | 1 min 59 s 95 | 4e           | Éliminé         | Éliminé |
| Nataliya Lupu                                                     | 800 mètres            | 1 min 59 s 91 | 1re   | 2 min 02 s 10 | 8e           | Éliminé         | Éliminé |
| Olha Lyakhova                                                     | 800 mètres            | 2 min 03 s 02 | 6e    | Éliminé       | Éliminé      | Éliminé         | Éliminé |
| Olha Kotovska                                                     | Marathon              | NC            | NC    | NC            | NC           | 2 h 34 min 57 s | 33e     |
| Svitlana Santo-Klymenko                                           | Marathon              | NC            | NC    | NC            | NC           | 2 h 42 min 26 s | 66e     |
| Nataliya Lehonkova                                                | Marathon              | NC            | NC    | NC            | NC           | 2 h 46 min 08 s | 87e     |
| Hanna Plotitsyna                                                  | 100 mètres haies      | 13 s 12       | 7e    | Éliminé       | Éliminé      | Éliminé         | Éliminé |
| Oksana Shkurat                                                    | 100 mètres haies      | 13 s 22       | 7e    | Éliminé       | Éliminé      | Éliminé         | Éliminé |
| Olena Yanovska                                                    | 100 mètres haies      | 13 s 32       | 7e    | Éliminé       | Éliminé      | Éliminé         | Éliminé |
| Olena Kolesnychenko                                               | 400 mètres haies      | 56 s 61       | 3e    | 56 s 77       | 8e           | Éliminé         | Éliminé |
| Hanna Titimets                                                    | 400 mètres haies      | 56 s 24       | 3e    | 55 s 27       | 4e           | Éliminé         | Éliminé |
| Viktoriya Tkachuk                                                 | 400 mètres haies      | 56 s 14       | 3e    | 56 s 87       | 8e           | Éliminé         | Éliminé |
| Mariya Shatalova                                                  | 3 000 mètres steeple  | 9 min 30 s 89 | 6e    | NC            | NC           | Éliminé         | Éliminé |
| Olesya Povh Nataliya Pohrebnyak Mariya Ryemyen Elyzaveta Bryzhina | Relais 4 × 100 mètres | 42 s 49       | 3e    | NC            | NC           | DSQ             | /       |
| Alina Lohvynenko Olha Bibik Tetyana Melnyk Olha Zemlyak           | Relais 4 × 400 mètres | DSQ           | /     | NC            | NC           | DSQ             | /       |
| Nadiya Boroskova                                                  | 20 km marche          | NC            | NC    | NC            | NC           | 1 h 33 min 01 s | 19e     |
| Inna Kashyna                                                      | 20 km marche          | NC            | NC    | NC            | NC           | 1 h 33 min 15 s | 21e     |
| Valentyna Myronchuk                                               | 20 km marche          | NC            | NC    | NC            | NC           | 1 h 38 min 20 s | 46e     |

## Aviron
Légende: FA = finale A (médaille) ; FB = finale B (pas de médaille) ; FC = finale C (pas de médaille) ; FD = finale D (pas de médaille) ; FE = finale E (pas de médaille) ; FF = finale F (pas de médaille) ; SA/B = demi-finales A/B ; SC/D = demi-finales C/D ; SE/F = demi-finales E/F ; QF = quarts de finale; R= repêchage
| Athlète                                                                   | Compétition             | Séries        | Séries | Repêchage | Repêchage | Finale        | Finale |
| Athlète                                                                   | Compétition             | Temps         | Rang   | Temps     | Rang      | Temps         | Rang   |
| ------------------------------------------------------------------------- | ----------------------- | ------------- | ------ | --------- | --------- | ------------- | ------ |
| Ivan Dovgodko Dmytro Mikhai Artem Morozov Oleksandr Nadtoka               | Quatre de couple hommes | 5 min 52 s 90 | 2e FA  | exemptés  | exemptés  | 6 min 16 s 30 | 6e     |
| Olena Buryak Anastasiia Kozhenkova Ievgeniia Nimchenko Daryna Verkhogliad | Quatre de couple femmes | 6 min 35 s 48 | 1er FA | exemptées | exemptées | 6 min 56 s 09 | 4e     |

## Badminton
| Athlète         | Compétition   | Phase de groupes                | Phase de groupes          | Phase de groupes | Phase de groupes | 1/8e de finale                           | Quarts de finale | Demi-finales     | Finale           | Finale   |
| Athlète         | Compétition   | Adversaire Score                | Adversaire Score          | Adversaire Score | Rang             | Adversaire Score                         | Adversaire Score | Adversaire Score | Adversaire Score | Rang     |
| --------------- | ------------- | ------------------------------- | ------------------------- | ---------------- | ---------------- | ---------------------------------------- | ---------------- | ---------------- | ---------------- | -------- |
| Artem Pochtarev | Simple hommes | battu par Maliekal 18-21, 19-21 | battu par Son 9-21, 15-21 | NC               | 3e Gr. N         | Éliminé                                  | Éliminé          | Éliminé          | Éliminé          | Éliminé  |
| Marija Ulitina  | Simple dames  | bat Vicente 21-13, 21-13        | bat Nehwal 21-18, 21-19   | NC               | 1re Gr. G        | battue par Buranaprasertsuk 14-21, 16-21 | Éliminée         | Éliminée         | Éliminée         | Éliminée |

## Canoë-kayak

### Slalom
|              | Compétition | Éliminatoires | Éliminatoires | Éliminatoires | Éliminatoires | Éliminatoires | Éliminatoires | Demi-finales  | Demi-finales | Finale        | Finale        |
| Course 1     | Compétition | Rang          | Course 2      | Rang          | Total         | Rang          | Résultat      | Rang          | Résultat     | Rang          |               |
| ------------ | ----------- | ------------- | ------------- | ------------- | ------------- | ------------- | ------------- | ------------- | ------------ | ------------- | ------------- |
| Viktoriia Us | K1 femmes   | 109 s 77      | 10e           | 109 s 92      | 13e           | 109 s 77      | 15e Q         | 1 min 51 s 12 | 12e          | Non qualifiée | Non qualifiée |

## Cyclisme

### Cyclisme sur route
| Athlète        | Compétition             | Temps           | Rang        |
| -------------- | ----------------------- | --------------- | ----------- |
| Andriy Grivko  | Course en ligne hommes  | 6 h 23 min 23 s | 41e         |
| Andriy Grivko  | Contre-la-montre hommes | 1 h 16 min 33 s | 18e         |
| Denys Kostyuk  | Course en ligne hommes  | Non terminé     | Non terminé |
| Andriy Khripta | Course en ligne hommes  | Non terminé     | Non terminé |
| Ganna Solovei  | Course en ligne femmes  | 4 h 01 min 02 s | 36e         |
| Ganna Solovei  | Contre-la-montre femmes | 48 min 03 s 35  | 20e         |

### Cyclisme sur piste
Keirin
| Athlète        | Compétition   | 1er tour | Repêchage | 2e tour | Finale |
| Athlète        | Compétition   | Rang     | Rang      | Rang    | Rang   |
| -------------- | ------------- | -------- | --------- | ------- | ------ |
| Lyubov Shulika | Keirin femmes |          |           |         |        |

### VTT
| Athlète        | Compétition              | Temps           | Rang |
| -------------- | ------------------------ | --------------- | ---- |
| Yana Belomoyna | Cross-country VTT femmes | 1 h 33 min 28 s | 9e   |
| Iryna Popova   | Cross-country VTT femmes | 1 h 41 min 29 s | 22e  |

## Escrime
| Athlète                                                           | N° | Compétition       | 1/32 de finale       | 1/16 de finale       | 1/8 de finale          | Quarts de finale | Demi-finales     | Match pour la médaille de bronze Matchs de classement 5-8 | Finale           | Rang |
| Athlète                                                           | N° | Compétition       | Adversaire Score     | Adversaire Score     | Adversaire Score       | Adversaire Score | Adversaire Score | Adversaire Score                                          | Adversaire Score | Rang |
| ----------------------------------------------------------------- | -- | ----------------- | -------------------- | -------------------- | ---------------------- | ---------------- | ---------------- | --------------------------------------------------------- | ---------------- | ---- |
| Anatoliy Herey                                                    | 22 | Épée individuelle | NC                   | Fabian Kauter 9-15   | Éliminé                | Éliminé          | Éliminé          | Éliminé                                                   | Éliminé          | 24e  |
| Dmitriy Karuchenko                                                | 35 | Épée individuelle | J. É. Rodriguez 7-15 | Éliminé              | Éliminé                | Éliminé          | Éliminé          | Éliminé                                                   | Éliminé          | 36e  |
| Bohdan Nikishyn                                                   | 4  | Épée individuelle | NC                   | Jiao Yunlong 15-11   | Benjamin Steffen 14-15 | Éliminé          | Éliminé          | Éliminé                                                   | Éliminé          | 10e  |
| Anatoliy Herey Dmitriy Karuchenko Bohdan Nikishyn Maksym Khvorost | 2  | Épée par équipes  | NC                   | NC                   | NC                     | Russie 45-32     | Italie 33-45     | Hongrie 37-39                                             | -                | 4e   |
| Andriy Yahodka                                                    | 19 | Sabre individuel  | NC                   | Mojtaba Abedini 9-15 | Éliminé                | Éliminé          | Éliminé          | Éliminé                                                   | Éliminé          | 22e  |

| Athlète                                                                | N° | Compétition        | 1/32 de finale   | 1/16 de finale               | 1/8 de finale           | Quarts de finale    | Demi-finales      | Match pour la médaille de bronze Matchs de classement 5-8 | Finale           | Rang                                |
| Athlète                                                                | N° | Compétition        | Adversaire Score | Adversaire Score             | Adversaire Score        | Adversaire Score    | Adversaire Score  | Adversaire Score                                          | Adversaire Score | Rang                                |
| ---------------------------------------------------------------------- | -- | ------------------ | ---------------- | ---------------------------- | ----------------------- | ------------------- | ----------------- | --------------------------------------------------------- | ---------------- | ----------------------------------- |
| Olena Kryvytska                                                        | 23 | Épée individuelle  | NC               | Shin A-lam 15-14             | Lauren Rembi 17-9       | Éliminée            | Éliminée          | Éliminée                                                  | Éliminée         | 15e                                 |
| Kseniya Pantelyeyeva                                                   | 24 | Épée individuelle  | NC               | Irina Embrich 3-15           | Éliminée                | Éliminée            | Éliminée          | Éliminée                                                  | Éliminée         | 27e                                 |
| Yana Shemyakina                                                        | 19 | Épée individuelle  | NC               | Courtney Hurley 15-13        | Nozomi Sato 8-11        | Éliminée            | Éliminée          | Éliminée                                                  | Éliminée         | 13e                                 |
| Olena Kryvytska Kseniya Pantelyeyeva Yana Shemyakina Anfisa Pochkalova | 8  | Épée par équipes   | NC               | NC                           | Brésil 45-32            | Chine 34-42         | -                 | Corée du Sud 34-45 France 38-45                           | -                | 8e                                  |
| Olha Leleyko                                                           | 23 | Fleuret individuel | NC               | Astrid Guyart 9-15           | Éliminée                | Éliminée            | Éliminée          | Éliminée                                                  | Éliminée         | 24e                                 |
| Olha Kharlan                                                           | 2  | Sabre individuel   | NC               | Ursula Gonzalez Garrate 15-8 | Alina Komachtchouk 15-8 | Loreta Gulotta 15-4 | Yana Egorian 9-15 | Manon Brunet 15-10                                        | -                | Médaille de bronze, Jeux olympiques |
| Alina Komachtchouk                                                     | 18 | Sabre individuel   | NC               | Rossella Gregorio 15-14      | Olha Kharlan 8-15       | Éliminée            | Éliminée          | Éliminée                                                  | Éliminée         | 15e                                 |
| Olena Kravatska                                                        | 26 | Sabre individuel   | NC               | Ibtihaj Muhammad 13-15       | Éliminée                | Éliminée            | Éliminée          | Éliminée                                                  | Éliminée         | 26e                                 |
| Olha Kharlan Alina Komachtchouk Olena Kravatska Olena Voronina         | 2  | Sabre par équipes  | NC               | NC                           | NC                      | Corée du Sud 45-40  | Italie 45-42      | -                                                         | Russie 30-45     | Médaille d'argent, Jeux olympiques  |

## Natation
| Athlète         | Épreuve        | Séries        | Séries | Demi-finales | Demi-finales | Finale  | Finale  |
| Athlète         | Épreuve        | Temps         | Rang   | Temps        | Rang         | Temps   | Rang    |
| --------------- | -------------- | ------------- | ------ | ------------ | ------------ | ------- | ------- |
| Darya Stepanyuk | 100 m papillon | 1 min 00 s 81 | 33e    | Éliminé      | Éliminé      | Éliminé | Éliminé |

## Tir à l'arc
| Athlète      | Compétition | Tour préliminaire | Tour préliminaire | 1er tour          | 2e tour                   | 3e tour          | Quarts de finale | Demi-finales     | Match pour la médaille de bronze | Match pour la médaille de bronze | Finale           | Finale |
| Athlète      | Compétition | Score             | Rang              | Adversaire Score  | Adversaire Score          | Adversaire Score | Adversaire Score | Adversaire Score | Adversaire Score                 | Rang                             | Adversaire Score | Rang   |
| ------------ | ----------- | ----------------- | ----------------- | ----------------- | ------------------------- | ---------------- | ---------------- | ---------------- | -------------------------------- | -------------------------------- | ---------------- | ------ |
| Viktor Ruban | Individuel  | 663               | 25e               | bat Purnama 7 - 3 | battu par Valladont 0 - 6 | Non qualifié     | Non qualifié     | Non qualifié     | Non qualifié                     | Non qualifié                     | Non qualifié     | 17e    |

| Athlète                                                 | Compétition | Tour préliminaire | Tour préliminaire | 1er tour               | 2e tour                | 3e tour          | Quarts de finale | Demi-finales     | Match pour la médaille de bronze | Match pour la médaille de bronze | Finale           | Finale |
| Athlète                                                 | Compétition | Score             | Rang              | Adversaire Score       | Adversaire Score       | Adversaire Score | Adversaire Score | Adversaire Score | Adversaire Score                 | Rang                             | Adversaire Score | Rang   |
| ------------------------------------------------------- | ----------- | ----------------- | ----------------- | ---------------------- | ---------------------- | ---------------- | ---------------- | ---------------- | -------------------------------- | -------------------------------- | ---------------- | ------ |
| Anastasia Pavlova                                       | Individuel  | 630               | 29e               | bat Saidiyeva 6 - 0    | bat Tan 0 - 6          | Non qualifiée    | Non qualifiée    | Non qualifiée    | Non qualifiée                    | Non qualifiée                    | Non qualifiée    | 29e    |
| Veronika Marchenko                                      | Individuel  | 630               | 30e               | bat Nurmsalu 6 - 0     | bat Ki 0 - 6           | Non qualifiée    | Non qualifiée    | Non qualifiée    | Non qualifiée                    | Non qualifiée                    | Non qualifiée    | 27e    |
| Lidiia Sichenikova                                      | Individuel  | 630               | 31e               | bat Narimanidze 7 - 1  | battue par Chang 2 - 6 | Non qualifiée    | Non qualifiée    | Non qualifiée    | Non qualifiée                    | Non qualifiée                    | Non qualifiée    | 32e    |
| Anastasia Pavlova Veronika Marchenko Lidiia Sichenikova | Par équipes | 1890              | 8e                | battue par Japon 2 - 6 | Non disputé            | Non disputé      | Non qualifiées   | Non qualifiées   | Non qualifiées                   | Non qualifiées                   | Non qualifiées   | 12e    |